# Фулінь
Фулі́нь (маньчж.: Fulin; спрощ.: 福臨; кит. трад.: 福臨; піньїнь: Fúlín), храмове ім'я Шицзу кит. трад.: 世祖; піньїнь: Shìzǔ; 15 березня 1638 — 5 лютого 1661) — маньчжурський державний і політичний діяч, третій імператор династії Цін. Посмертне ім'я Імператор Чжан.

## Життєпис
Був дев'ятим сином Хуан Тайцзі й онуком Нурхаці.
1644 року захопив китайську столицю Пекін і знищив династію Мін.
Близько 1659 року підкорив усю територію Китаю. Проводив жорстку централізовану політику, викорінював корупцію, заборонив втручання євнухів у державні справи. Заклав основи процвітання маньчжурської династії. Був великим шанувальником китайської культури та книжок.
Помер від натуральної віспи на 25 році життя.
Девіз правління — Шуньчжи. Інше ім'я, що походить від девізу правління, — Імпера́тор Шуньчжи (кит. трад.: 順治帝; піньїнь: Shùnzhì-dì).